# Paragem de Mexilhoeira
A Paragem de Mexilhoeira é uma gare encerrada da Linha do Algarve, que servia a localidade de Mexilhoeira da Carregação, no Distrito de Faro, em Portugal.

## História

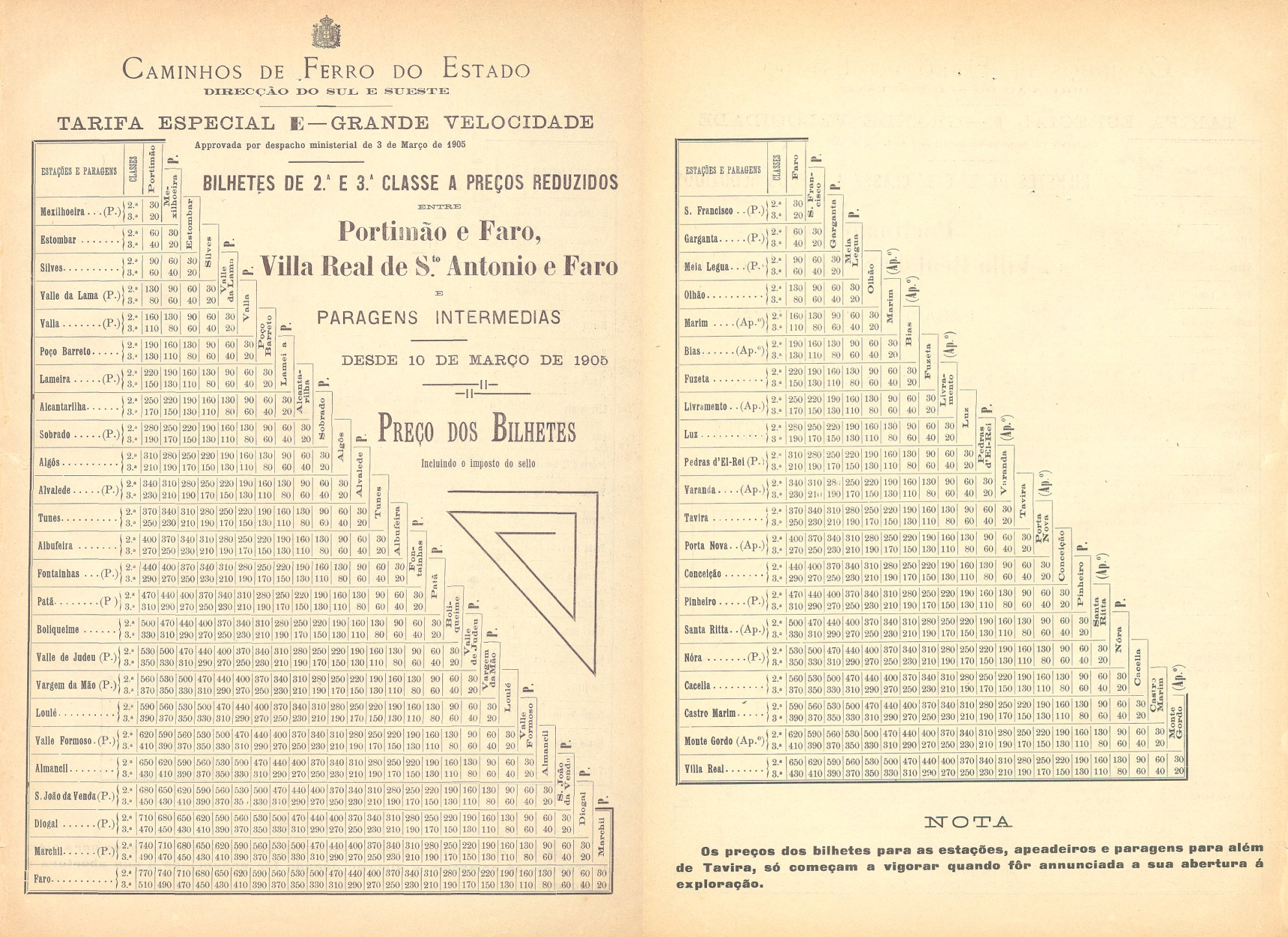
Aviso de 1905, onde se faz referência à Paragem de Mexilhoeira.

Esta interface situa-se no lanço da Linha do Algarve entre Silves e Ferragudo, que foi inaugurado em 15 de Fevereiro de 1903, sendo nessa altura considerado como parte do Ramal de Portimão.